# Mapleton, North Dakota
Mapleton är en ort i Cass County i delstaten North Dakota, USA.